# Grattacieli di Buenos Aires

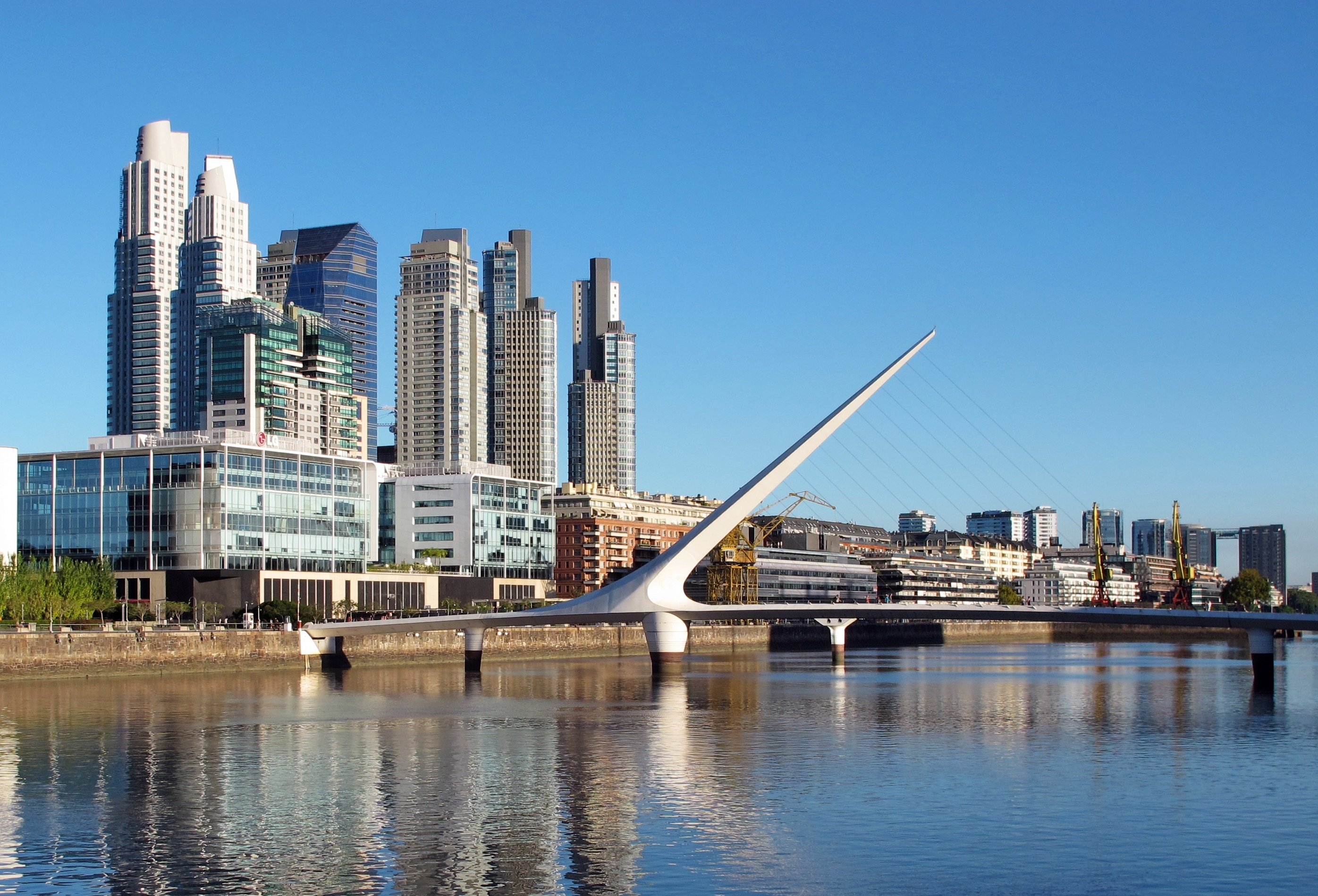
Veduta di Buenos Aires

La città di Buenos Aires, in Argentina, possiede almeno 10 edifici più alti di 150 metri. Con 235 metri d'altezza, il suo edificio più alto è l'Alvear Tower.

## Grattacieli più alti
| Pos. | Nome                  | Immagine | Altezza (m) | Piani | Anno | Destinazione | Note                                            |
| ---- | --------------------- | -------- | ----------- | ----- | ---- | ------------ | ----------------------------------------------- |
| 1    | Alvear Tower          |          | 235         | 55    | 2018 | Residenziale | È il più alto edificio di Buenos Aires dal 2018 |
| 2    | Torre Cavia           |          | 173         | 44    | 2009 | Residenziale |                                                 |
| 3    | Torre Renoir 2        |          | 172         | 51    | 2012 | Residenziale |                                                 |
| 4    | Torre Mulieris I      |          | 161         | 45    | 2009 | Residenziale |                                                 |
| 4    | Torre Mulieris II     |          | 161         | 45    | 2009 | Residenziale |                                                 |
| 6    | Torre El Faro I       |          | 160         | 46    | 2003 | Residenziale |                                                 |
| 6    | Torre El Faro II      |          | 160         | 46    | 2003 | Residenziale |                                                 |
| 6    | Torre YPF             |          | 160         | 36    | 2008 | Commerciale  |                                                 |
| 9    | Torre Le Parc         |          | 158         | 51    | 1996 | Residenziale |                                                 |
| 10   | Château Puerto Madero |          | 156         | 50    | 2009 | Residenziale |                                                 |